# Sancey
Sancey est une commune française située dans le département du Doubs, en Franche-Comté, dans la région administrative Bourgogne-Franche-Comté. Elle fait partie de la communauté de communes du Pays de Sancey-Belleherbe.
Créée le 1er janvier 2016 sous le statut de la commune nouvelle, elle résulte de la fusion des communes de Sancey-le-Grand et de Sancey-le-Long.
Ses habitants sont les Sancéens et Sancéennes.

## Géographie
Commune de l'arrondissement de Montbéliard, du canton de Bavans et de l'ancien canton de Clerval, Sancey est située à 50 km à l'est de Besançon et à 45 km au sud-ouest de Montbéliard, au croisement des routes départementales 464 et 31. Bourg centre du Doubs Central, avec Baume-les-Dames, L'Isle-sur-le-Doubs, Clerval et Rougemont, et siège de la Communauté de Communes du pays de Sancey Belleherbe, le village se situe à environ 500 m d'altitude et s'étend sur 3 057 hectares. Il est formé des trois bourgs de Sancey-le-Long, Sancey-l'Église et Sancey-le-Grand et des hameaux la Baume, le Châtelard, les Épinottes, Étard, le Fonteny, la Combe Georgeot, Juvillers, Montot, le Moulin Neuf, les Plaines, les Teigne, la Tuilerie et Voître. D'autres hameaux plus proches du village font désormais partie intégrante du bourg.
De nombreux ruisseaux tels que le ruisseau de Voye, le ruisseau d'Hautpré et le ruisseau de la Baume qui devient ensuite le ruisseau de Voître traversent la commune et se rassemblent sous le nom de ruisseau de Buhin. Ce dernier va se déverser dans le Puits Fenoz, à Chazot, en période de crue.

### Climat
Pour des articles plus généraux, voir Climat de la Bourgogne-Franche-Comté et Climat du Doubs.
En 2010, le climat de la commune est de type climat de montagne, selon une étude du Centre national de la recherche scientifique s'appuyant sur une série de données couvrant la période 1971-2000. En 2020, Météo-France publie une typologie des climats de la France métropolitaine dans laquelle la commune est dans une zone de transition entre le climat semi-continental et le climat de montagne et est dans la région climatique  Jura, caractérisée par une forte pluviométrie en toutes saisons (1 000 à 1 500 mm/an), des hivers rigoureux et un ensoleillement médiocre.
Pour la période 1971-2000, la température annuelle moyenne est de 9,3 °C, avec une amplitude thermique annuelle de 17,1 °C. Le cumul annuel moyen de précipitations est de 1 407 mm, avec 12,3 jours de précipitations en janvier et 11,2 jours en juillet. Pour la période 1991-2020, la température moyenne annuelle observée sur la station météorologique installée sur la commune est de 10,2 °C et le cumul annuel moyen de précipitations est de 1 161,7 mm. 
La température maximale relevée sur cette station est de 37,9 °C, atteinte le 24 juillet 2019 ; la température minimale est de −22 °C, atteinte le 20 décembre 2009,,.
| Mois                                  | jan.           | fév.           | mars           | avril         | mai           | juin        | jui.          | août          | sep.          | oct.          | nov.          | déc.          | année     |
| ------------------------------------- | -------------- | -------------- | -------------- | ------------- | ------------- | ----------- | ------------- | ------------- | ------------- | ------------- | ------------- | ------------- | --------- |
| Température minimale moyenne (°C)     | −1,9           | −1,8           | 0,4            | 3,6           | 7,1           | 11          | 12,7          | 12            | 9,1           | 5,8           | 1,9           | −1,1          | 4,9       |
| Température moyenne (°C)              | 1,9            | 2,4            | 5,7            | 9,7           | 13,1          | 17,1        | 19            | 18,1          | 14,9          | 11            | 6,2           | 2,8           | 10,2      |
| Température maximale moyenne (°C)     | 5,6            | 6,7            | 10,9           | 15,9          | 19            | 23,2        | 25,3          | 24,3          | 20,7          | 16,2          | 10,5          | 6,6           | 15,4      |
| Record de froid (°C) date du record   | −15,2 11.01.10 | −19,7 05.02.12 | −21,2 01.03.05 | −7,4 10.04.05 | −3,4 06.05.19 | 0 03.06.06  | 4,4 03.07.11  | 3,2 30.08.09  | 0,9 20.09.12  | −5,8 29.10.12 | −13 30.11.10  | −22 20.12.09  | −22 2009  |
| Record de chaleur (°C) date du record | 19,6 01.01.23  | 21,1 24.02.21  | 24,6 31.03.21  | 28,2 23.04.20 | 31,9 25.05.09 | 37 18.06.22 | 37,9 24.07.19 | 36,9 24.08.23 | 32,7 11.09.23 | 29,6 07.10.09 | 23,6 07.11.15 | 19,3 31.12.22 | 37,9 2019 |
| Précipitations (mm)                   | 88,1           | 81             | 88,9           | 82,5          | 114           | 106,4       | 97,2          | 114,6         | 81,4          | 93,5          | 92,9          | 121,2         | 1 161,7   |

| Diagramme climatique                                  |           |             |             |          |             |              |             |             |             |             |              |
| J                                                     | F         | M           | A           | M        | J           | J            | A           | S           | O           | N           | D            |
| 5,6−1,988,1                                           | 6,7−1,881 | 10,90,488,9 | 15,93,682,5 | 197,1114 | 23,211106,4 | 25,312,797,2 | 24,312114,6 | 20,79,181,4 | 16,25,893,5 | 10,51,992,9 | 6,6−1,1121,2 |
| Moyennes : • Temp. maxi et mini °C • Précipitation mm |           |             |             |          |             |              |             |             |             |             |              |

Les paramètres climatiques de la commune ont été estimés pour le milieu du siècle (2041-2070) selon différents scénarios d'émission de gaz à effet de serre à partir des nouvelles projections climatiques de référence DRIAS-2020. Ils sont consultables sur un site dédié publié par Météo-France en novembre 2022.

## Urbanisme

### Typologie
Au 1er janvier 2024, Sancey est catégorisée commune rurale à habitat dispersé, selon la nouvelle grille communale de densité à 7 niveaux définie par l'Insee en 2022.
Elle est située hors unité urbaine et hors attraction des villes,.

## Toponymie
Sancei en 1136 ; Sanceys en 1258 ; Le grand Sancei en 1304 ; Grand Sansey en 1475
Lont Sancey en 1310 ; Le Petit Sancey en 1443

## Histoire
Créée par un arrêté préfectoral du 23 septembre 2015, elle est issue du regroupement des deux communes de Sancey-le-Grand et de Sancey-le-Long.

## Politique et administration
| Période        | Période                   | Identité                                         | Étiquette | Qualité                            |
| -------------- | ------------------------- | ------------------------------------------------ | --------- | ---------------------------------- |
| 4 janvier 2016 | En cours (au 31 mai 2020) | Frédéric Cartier, Réélu pour le mandat 2020-2026 | DVD-LR    | Notaire, ancien conseiller général |

Jusqu'aux prochaines élections municipales de 2020, le conseil municipal de la nouvelle commune est constitué de l'ensemble des conseillers municipaux des anciennes communes.
| Nom                     | Code Insee | Intercommunalité       | Superficie (km2) | Population (dernière pop. légale) | Densité (hab./km2) |
| ----------------------- | ---------- | ---------------------- | ---------------- | --------------------------------- | ------------------ |
| Sancey-le-Grand (siège) | 25529      | CC du Vallon de Sancey | 23,55            | 930 (2013)                        | 39                 |
| Sancey-le-Long          | 25530      | CC du Vallon de Sancey | 7,02             | 345 (2013)                        | 49                 |

### Sécurité
La commune possède une caserne de pompiers et une gendarmerie.

## Population et société

### Démographie
L'évolution du nombre d'habitants est connue à travers les recensements de la population effectués dans la commune depuis sa création.

En 2022, la commune comptait 1 364 habitants, en évolution de +3,18 % par rapport à 2016 (Doubs : +1,88 %, France hors Mayotte : +2,11 %).
| 2014  | 2015  | 2016  | 2021  | 2022  |
| ----- | ----- | ----- | ----- | ----- |
| 1 291 | 1 304 | 1 322 | 1 345 | 1 364 |

### Enseignement
Sancey fait partie de l'académie de Besançon. Une école primaire accueille les enfants du village et des communes voisines de Rahon, Belvoir, Vellerot-lès-belvoir, Orve et Chazot de la petite section au CM2. Le collège public Henri Fertet et le collège privé sous contrat Sainte Jeanne-Antide complètent l'offre scolaire.

### Équipements sportifs
La commune dispose d'un gymnase, d'un stade de football, de deux terrains de tennis, d'un terrain multisports et d'une salle de judo.

### Cultes
Sancey est le siège de la Paroisse catholique de Sancey-Belleherbe placée sous le vocable de Sainte Jeanne-Antide et fait partie du doyenné des Plateaux du Doubs dans le diocèse de Besançon.

## Économie
Centre économique avec de nombreux artisans et commerçants. Ancien pôle industriel, la commune possédais plusieurs métalleries, usines de plastique et d'électronique.

## Lieux et monuments
- Basilique de Sainte Jeanne-Antide Thouret édifiée en 1932, année de la canonisation de la sainte par le pape Pie XII.
- La maison natale de Sainte Jeanne-Antide Thouret
- Église Saint Martin[15] inscrite aux monuments historiques.
- Chapelle de la Vierge-Marie.
- Mairie.

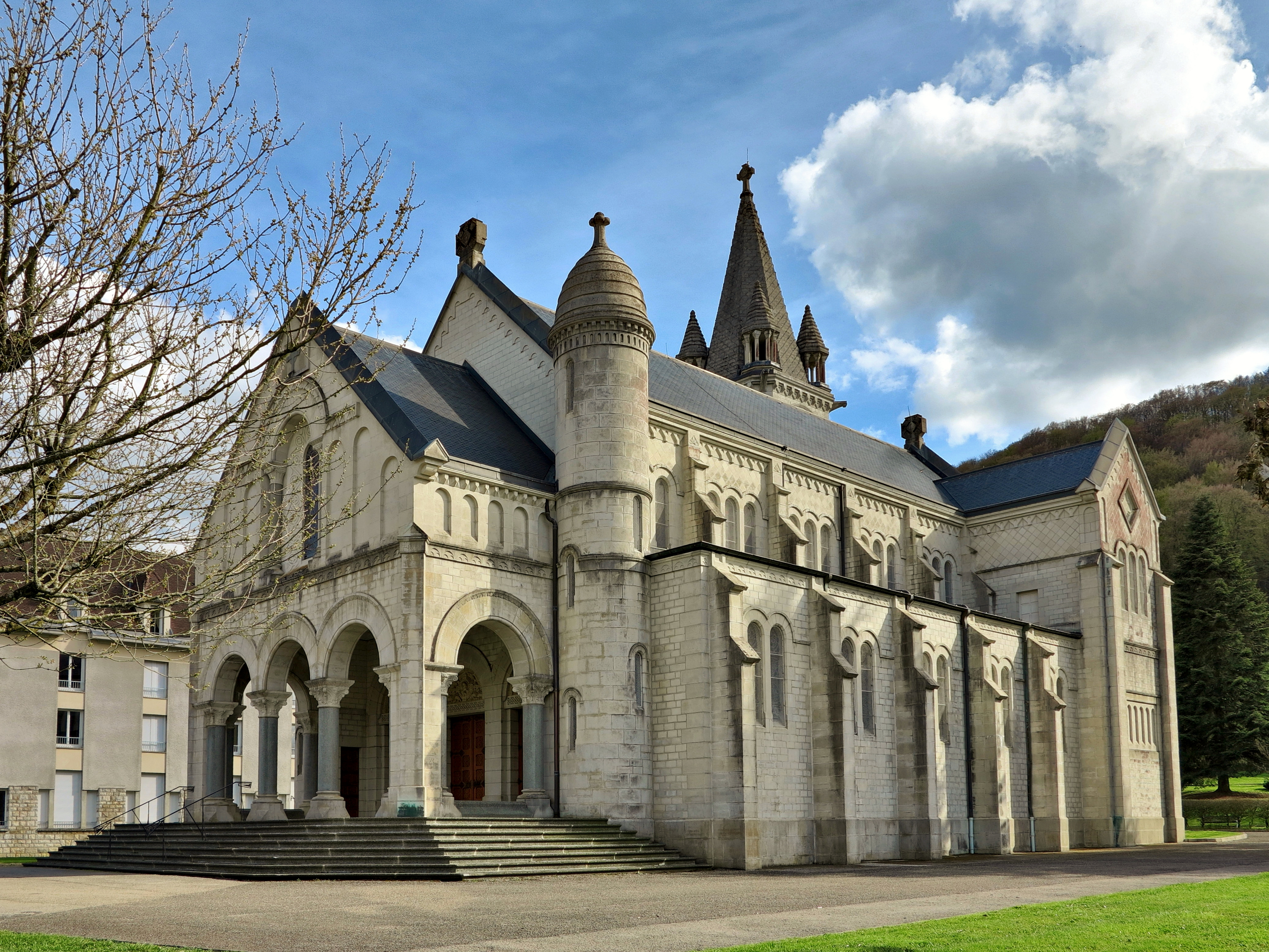
Basilique Sainte Jeanne-Antide.
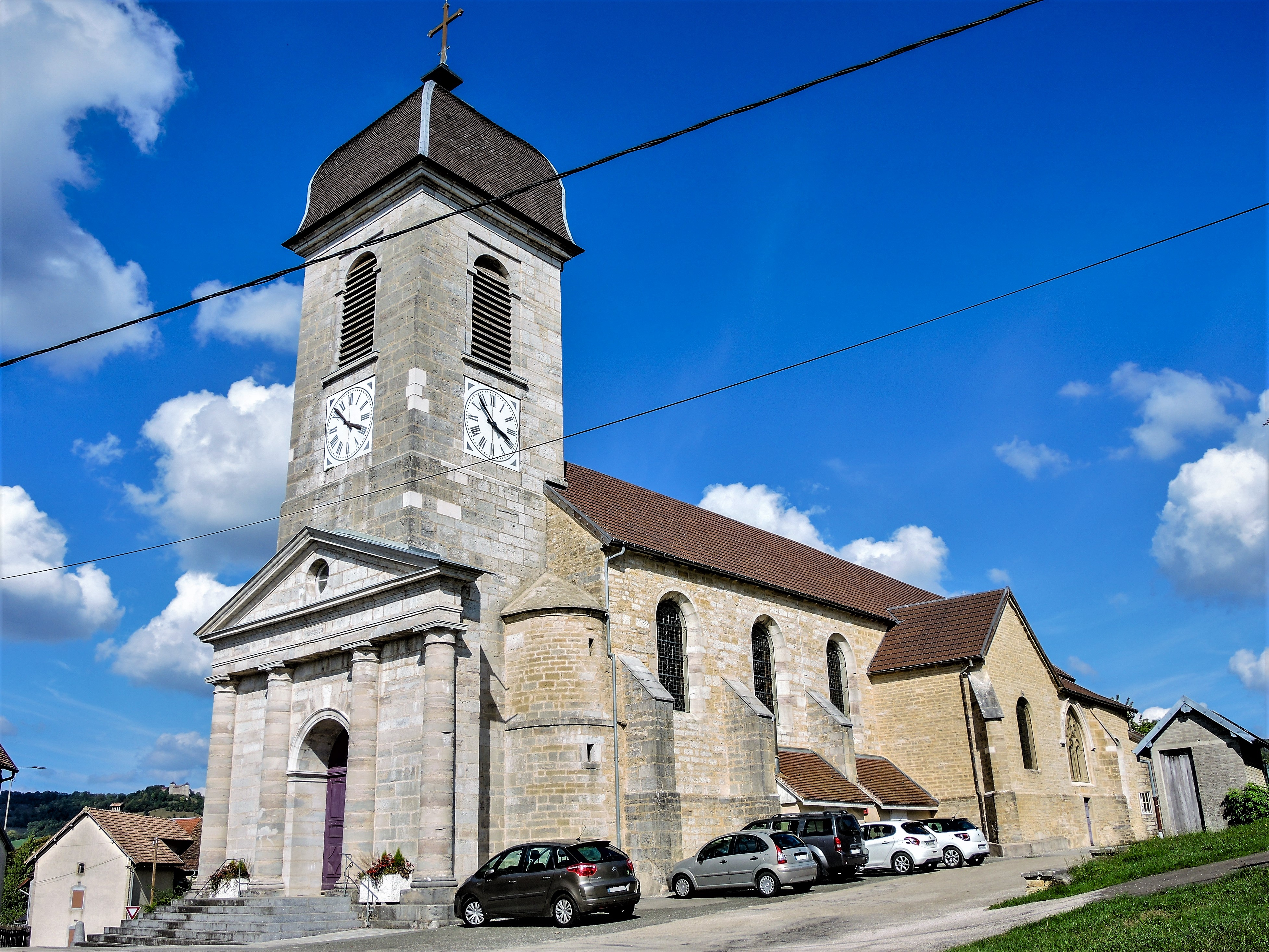
Église Saint Martin.
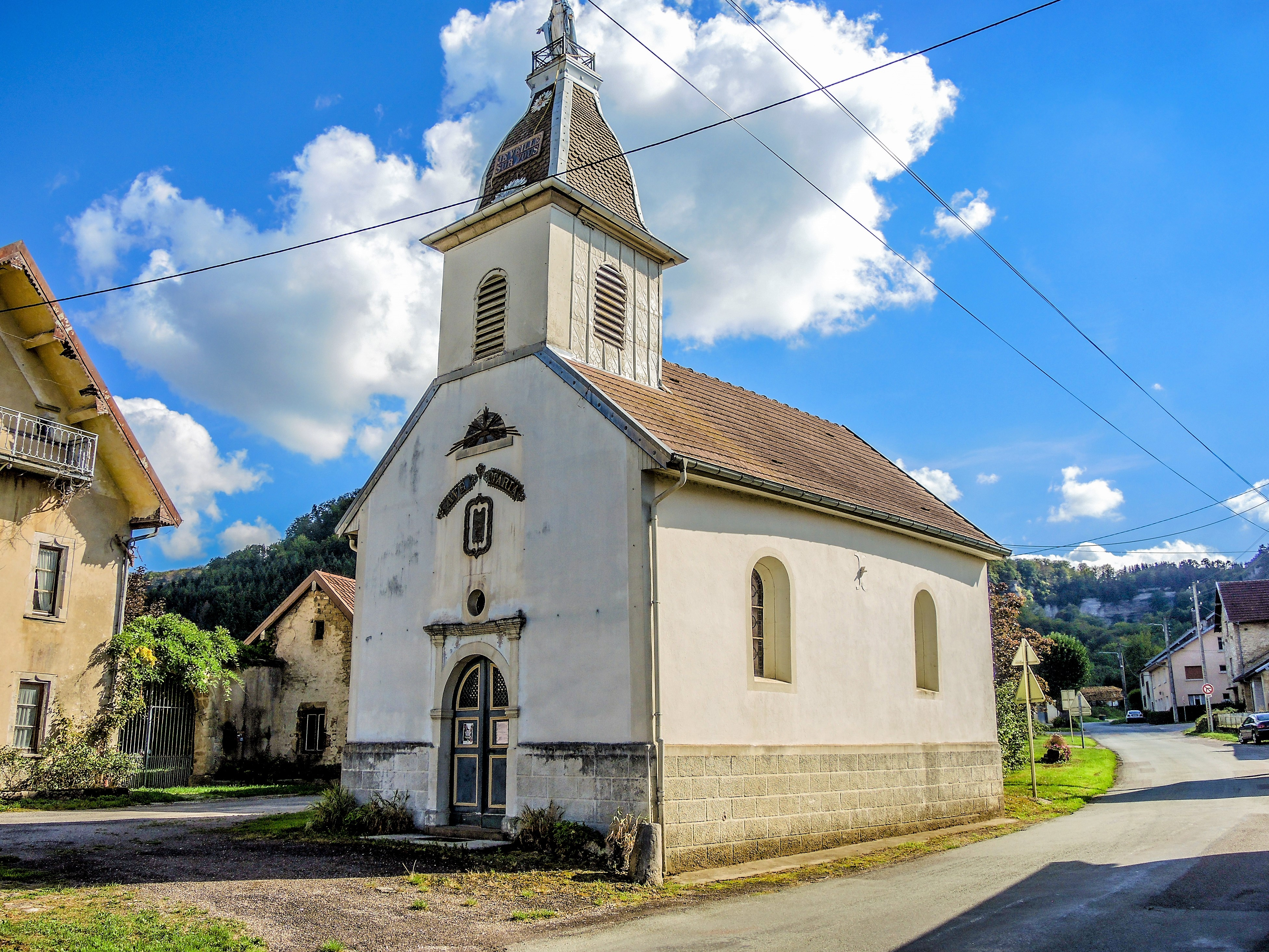
Chapelle de la Vierge Marie.
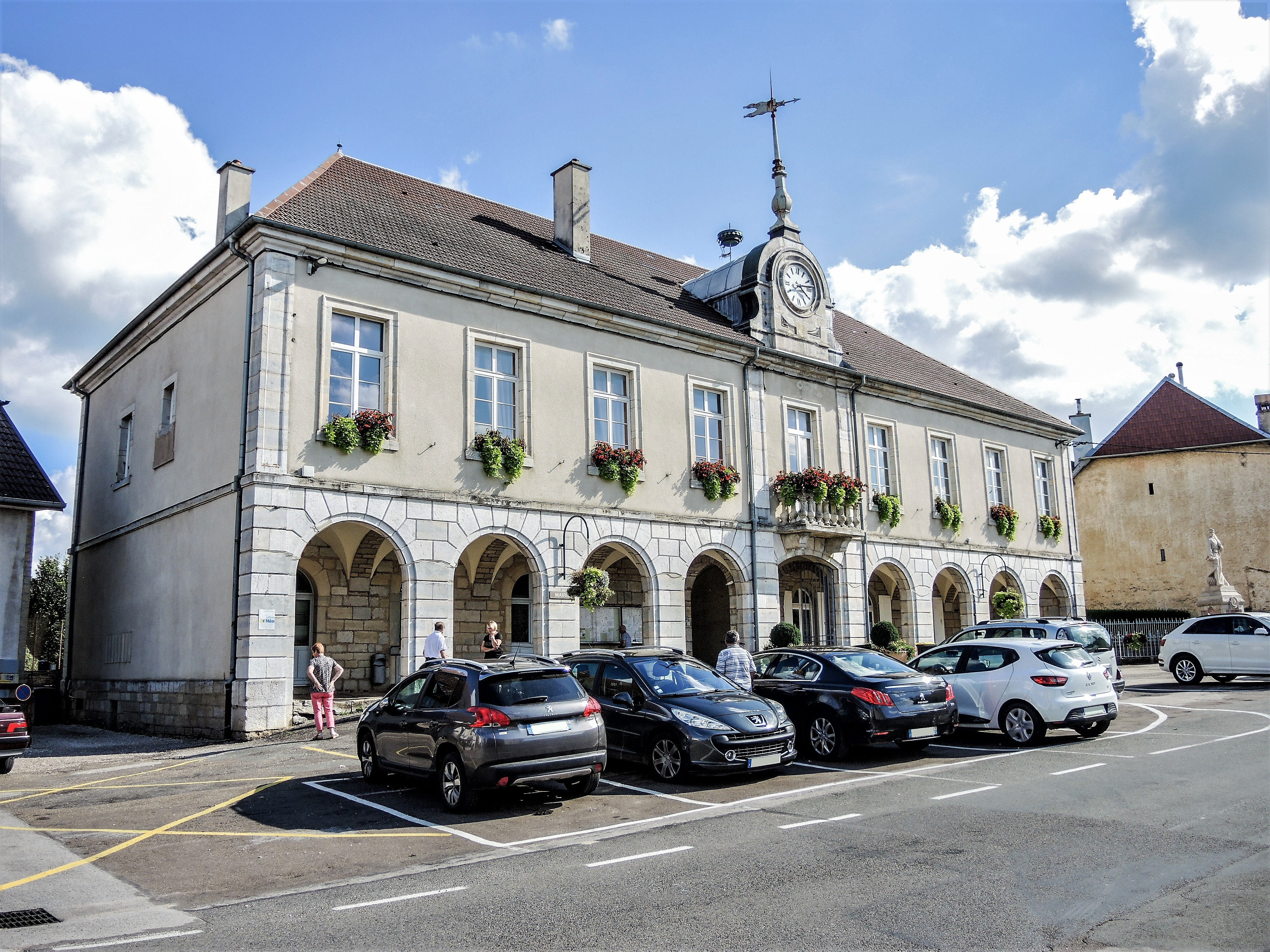
Mairie.

- Les fontaines.
- Grottes de la Baume.
- Ruisseau de Buhin.
- Médiathèque Alain cartier.

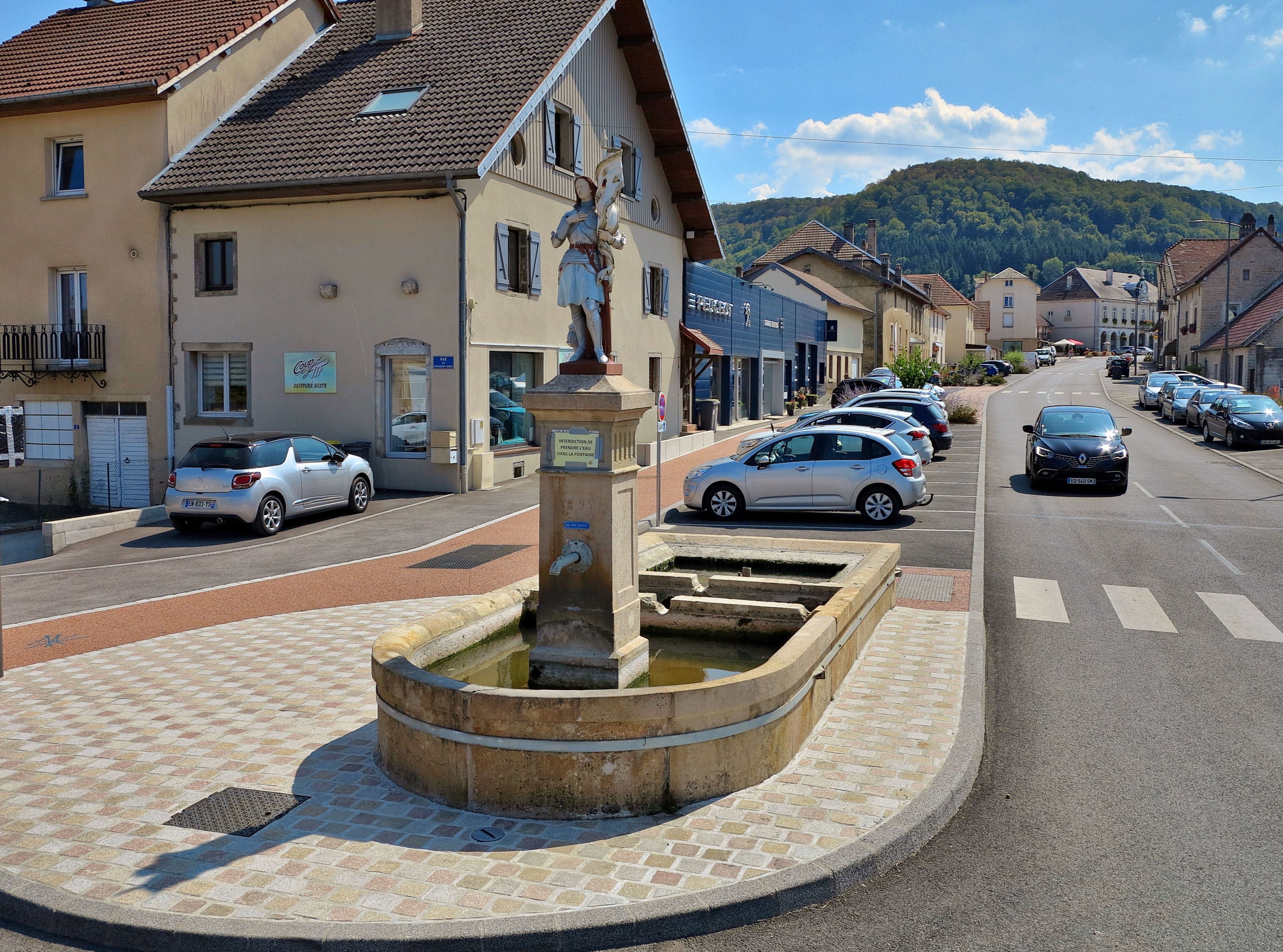
Fontaine Jeanne-d'Arc.
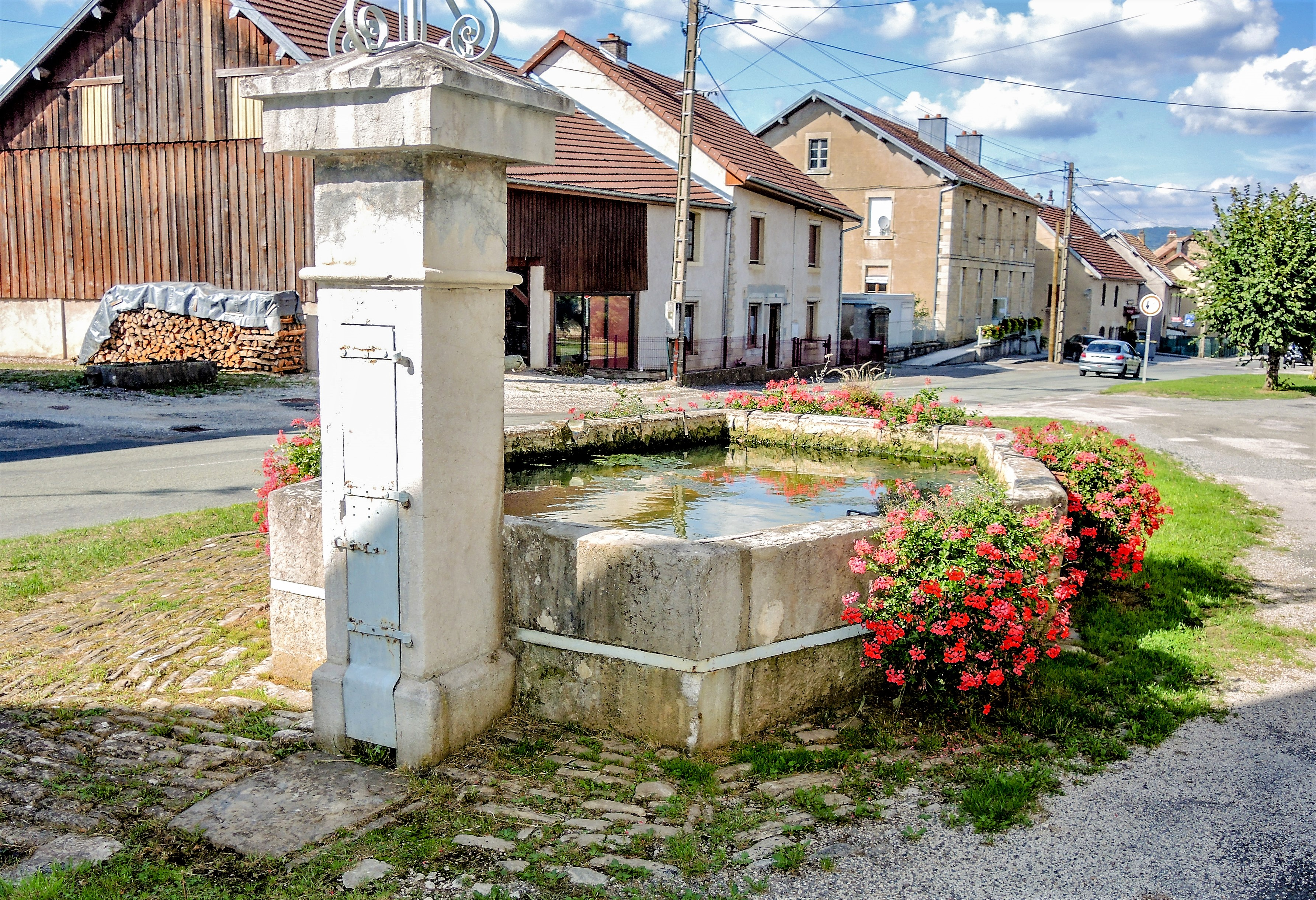
Fontaine de la chapelle.
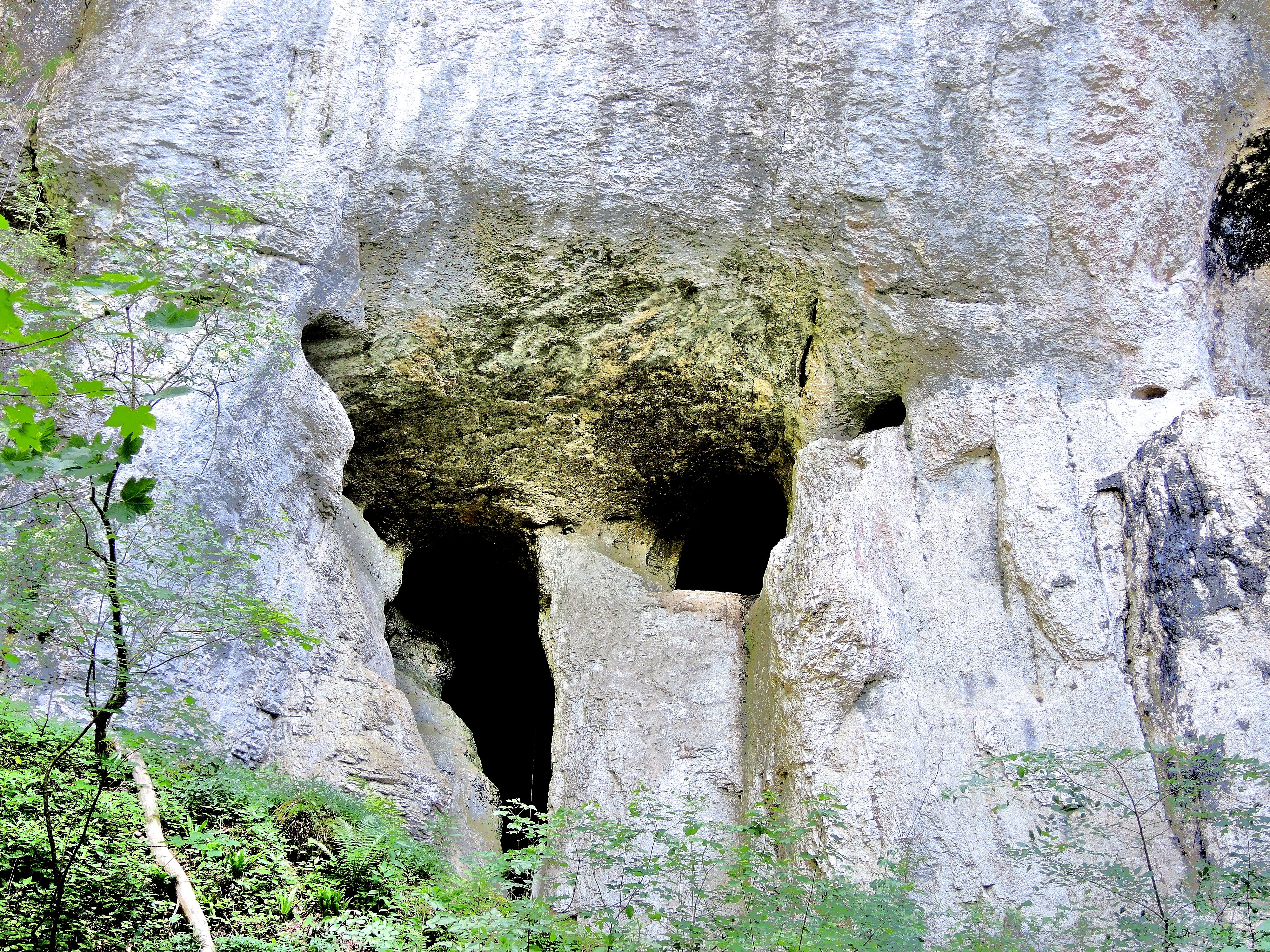
Grottes de la Baume.
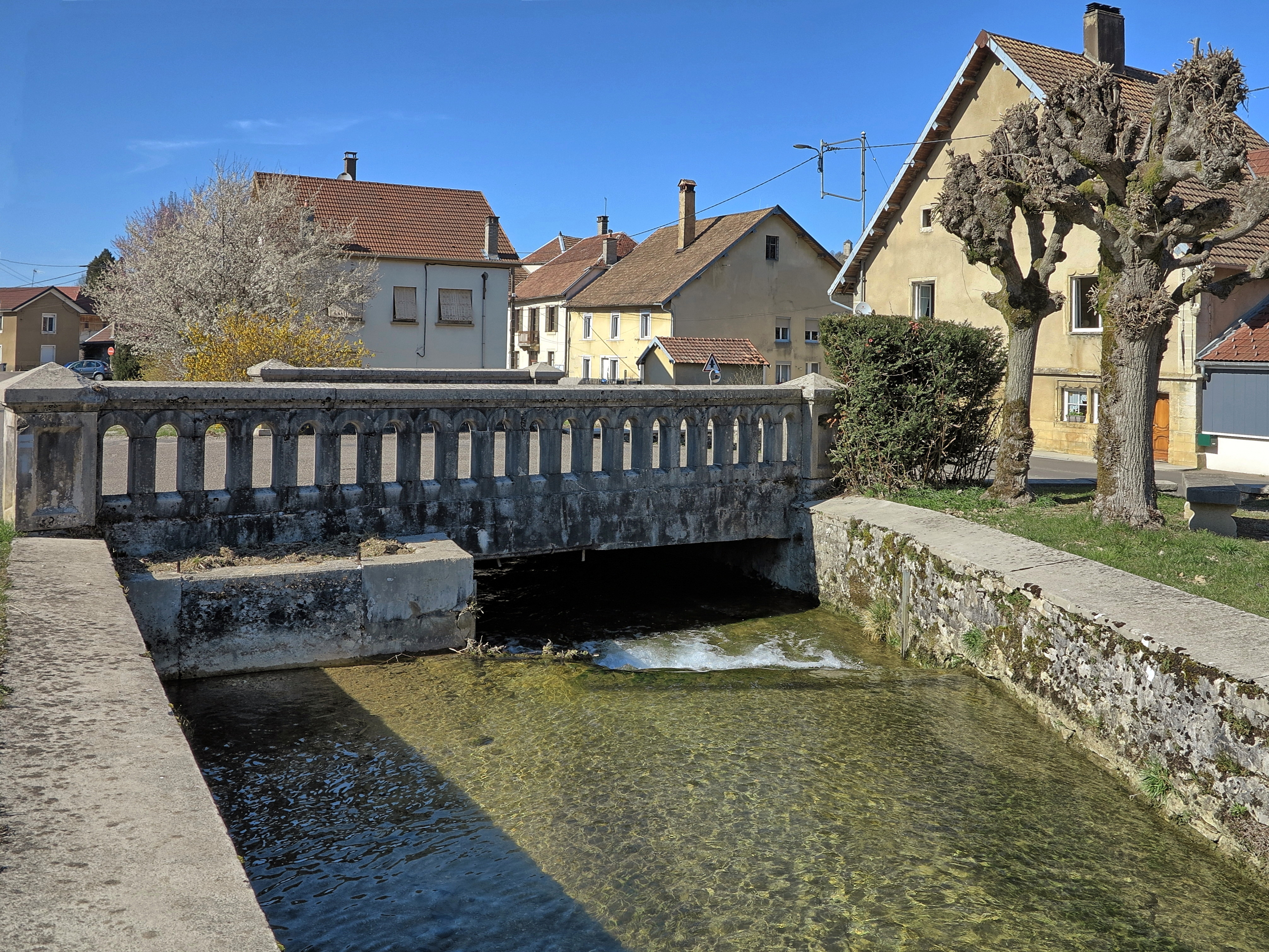
Pont sur le ruisseau de Buhin.

## Personnalités liées à la commune
- Sainte Jeanne-Antide Thouret : fondatrice des sœurs de la Charité de Besançon.

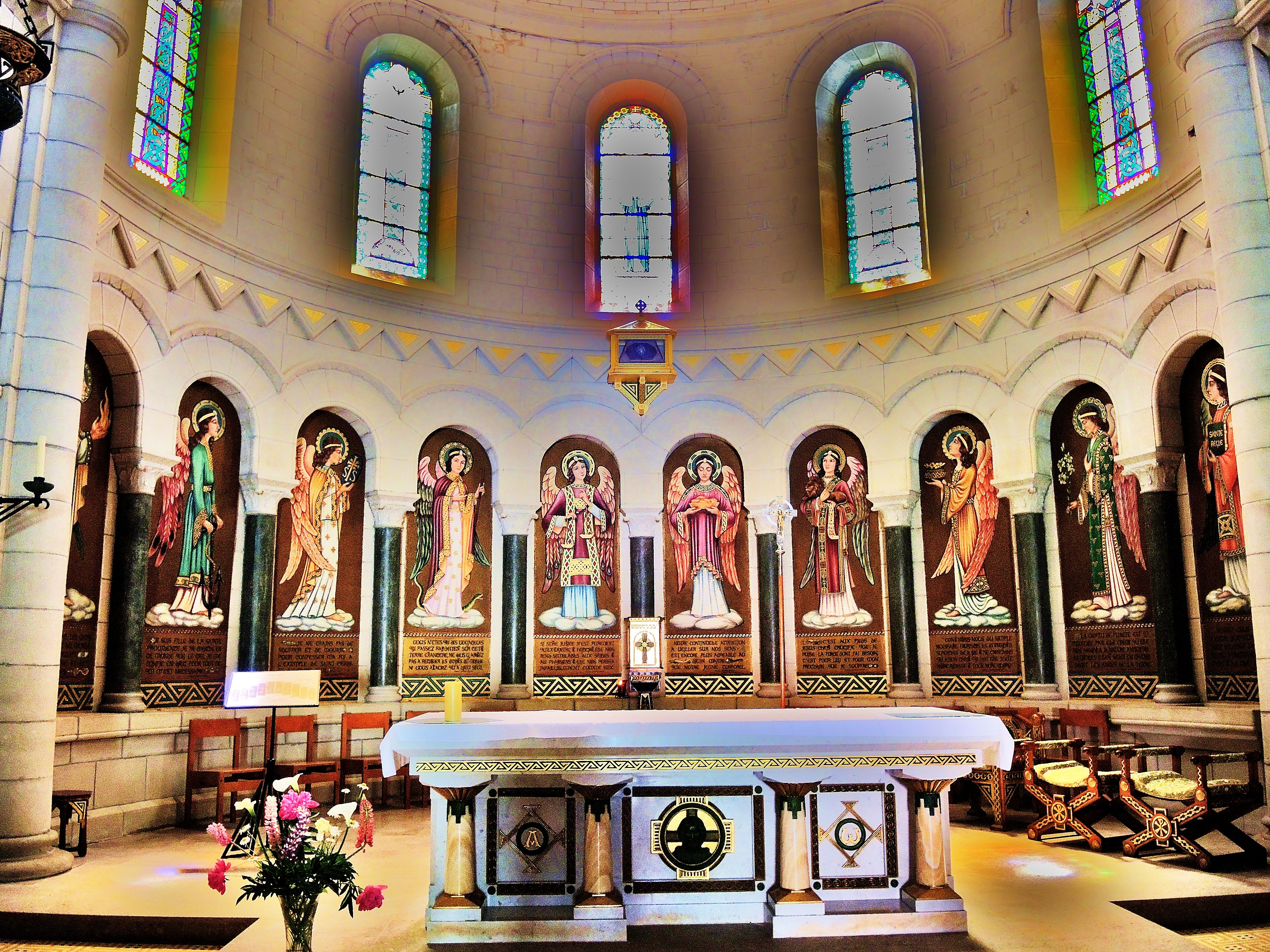
Chœur de la basilique.
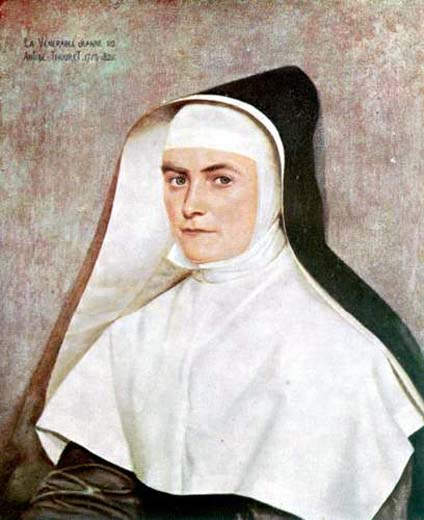
Sainte Jeanne-Antide.
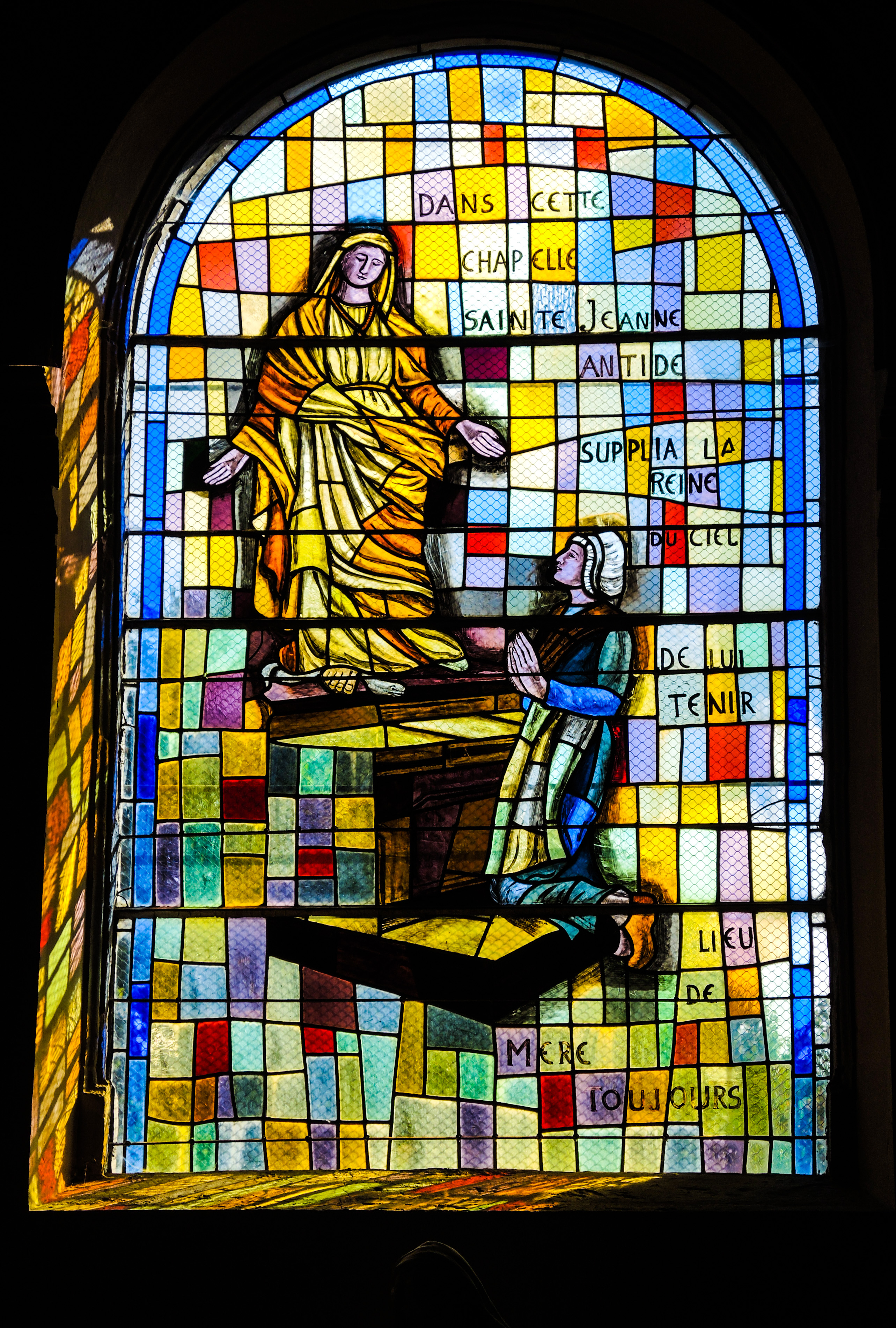
Vitrail Sainte Jeanne-Antide priant la Vierge Marie à l'église de Sancey.

## Héraldique
| Blason de Sancey | Blason  | D’or à quatre bandes de gueules.                 |
| Blason de Sancey | Détails | Le statut officiel du blason reste à déterminer. |